# Studnica (jezioro na Równinie Drawskiej)
Studnica – jezioro na Równinie Drawskiej, położone w woj. zachodniopomorskim, w powiecie drawskim, gminie Drawsko Pomorskie, należące do zlewni Odry.
Powierzchnia jeziora wynosi 37,5 ha.
Żyworódka występuje licznie w kanale łączącym jezioro Studnica z jeziorem Mielno, gdzie zobserwowano także w ostatnich latach (2003) żółwie.
Nieopodal jeziora biegnie zielony szlak rowerowy „Parki Krajobrazowe”.
Studnica leży na terenie poligonu wojskowego i nie jest udostępniana dla turystów.